# 1908
Évszázadok: 19. század – 20. század – 21. század
Évtizedek: 1850-es évek – 1860-as évek – 1870-es évek – 1880-as évek – 1890-es évek – 1900-as évek – 1910-es évek – 1920-as évek – 1930-as évek – 1940-es évek – 1950-es évek
Évek: 1903 – 1904 – 1905 – 1906 –  1907 – 1908 – 1909 – 1910 – 1911 – 1912 – 1913

## Események

### Határozott dátumú események

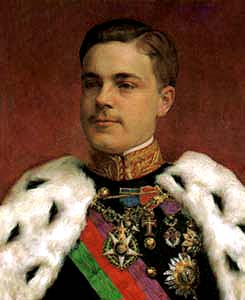
Az új portugál király, II. Mánuel (1889–1932)

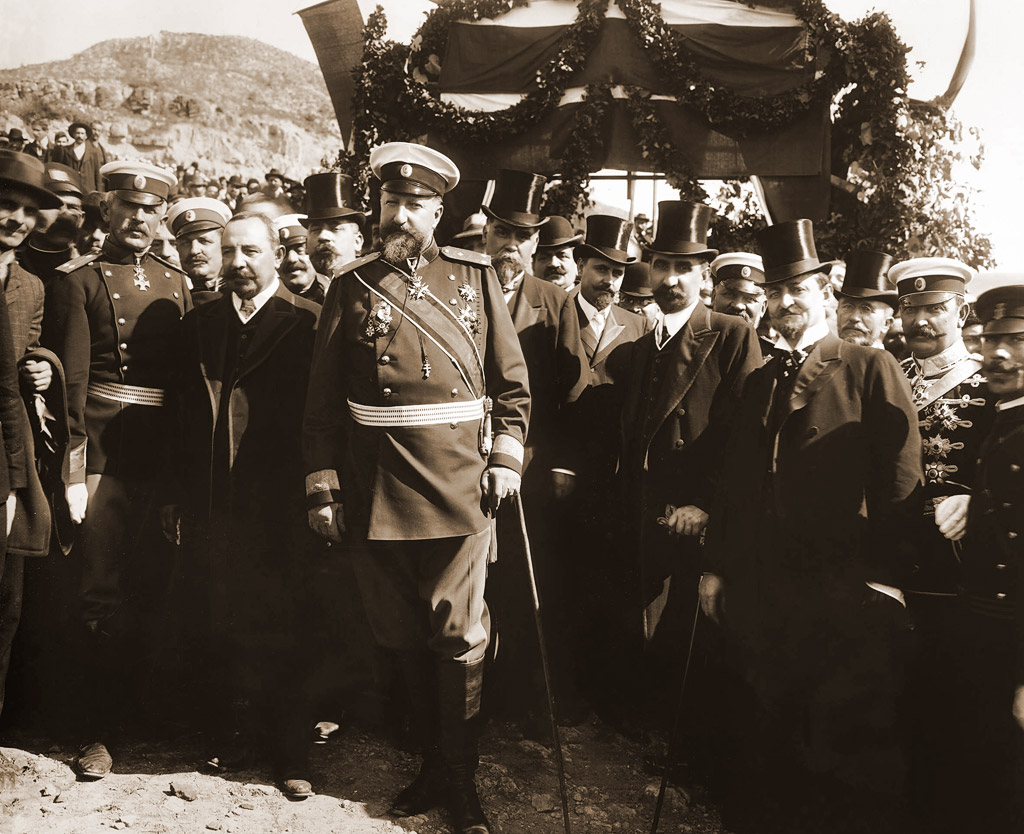
I. Ferdinánd bolgár cár a függetlenség bejelentésekor

- január 8. – Rauch Pál báró kerül a horvát báni székbe.[1] (I. Ferenc József azzal bízza meg, hogy fogja össze a magyarbarát politikai erőket.)[2]
- január 24. – Robert Baden-Powell elindítja a cserkészmozgalmat.[3]
- február 1. – I. Károly portugál király és fia Lajos Fülöp első trónörökös merénylet áldozatává válik; az új király – ifjabbik fia – Mánuel.[4]
- február 27–28. – Választások Horvátországban, a horvát–szerb koalíció abszolút többséget kap. (Rauch báró feloszlatja az ellenzéki parlamentet és két évig abszolutista módszerekkel kormányoz.)[5]
- március 5. – A cseh tartományi választásokon a cseh pártok egy mandátummal többet (98-at) szereznek, mint 1901-ben. (A német képviselők száma 68 fő.)[6]
- március 14. – A Monarchia és Szerbia kereskedelmi szerződést ír alá.[7]
- április 4. – Két kis párt fúziójával megalakul a Cseh Államjogi Haladó Párt, amely a korabeli cseh pártok közt egyedül tűzi ki céljául a cseh tartományok állami önállóságát, elutasítva mind a Karel Kramář-féle ifjúcseh pozitív politikát, mind a Tomáš Masaryk-féle realista politikát.[6]
- április 12. – Egy fiatal ukrán nacionalista, Myrosław Siczynski megöli Andrzej Potocki galíciai helytartót. (Helyébe egy konzervatív politikus, Michał Bobrzyński lép.)[8]
- április 23. – Szakadás a Horvát Jogpártban. (A Mile Starčević vezette szárny visszatér a párt eredeti programjához, melynek célja a Monarchiához csak a közös uralkodó révén kapcsolódó nagyhorvát állam létrehozása.)[7]
- május 10. – Először ünneplik az Anyák napját.
- május 31. – Magyar Ónművek néven megalapítják a Metallochemia vállalatot.
- június 28. – Sikertelen bombamerénylet Miklós montenegrói fejedelem ellen. (Mivel a bombát Szerbiában készítették, megromlanak a két állam kapcsolatai.)[7]
- június 30. – Szibériában megtörténik a tunguszkai esemény.
- július 12–17. – Prágában az 1848. évi szláv kongresszus évfordulóján megtartják az I. (előkészítő) szláv kongresszust, ahol Kramář cseh politikus vázolja a neoszláv mozgalom céljait.[6]

- július 23. Törökországban Kücsük Szaid pasa helyreállítja az 1876-os alkotmányt.[9]
- augusztus 2. – Milan Ivanka országgyűlési képviselőt egy év fogházbüntetésre ítélik magyarellenes izgatás vádjával. (A váci börtönben Magyarok és szlovákok címmel szlovák nyelvű könyvet írt arról, hogy a magyar kultúra legjelesebb képviselői szlovák és más származású asszimilánsok.)[6]
- augusztus 8. – Felségárulás és Monarchia-ellenes nagyszerb szervezkedés vádjával kezdetét veszi a horvátországi Szerb Nemzeti Önálló Párt 53 tagját érintő letartóztatássorozat.[7]
- szeptember 27. – A Ford cég gyártani kezdi a T Modellt.
- október 5. – I. Ferdinánd a szuverén Bolgár Királyság cárjává nyilvánítja magát.[10]
- október 6. – Az Osztrák Magyar Monarchia annektálja Bosznia-Hercegovinát.[11]
- október 15. – A csehországi tartományi gyűlésben a német képviselők tiltakozásul a kizárólagos cseh nyelvű hivatalvezetés ellen kórusban eléneklik a Die Wacht am Rhein pángermán indulót.[6]
- november 15. – Belgium hivatalosan annektálja a Kongói Szabadállamot.
- november 22. – Megalakul a Galilei Kör.[12]
- december 2.
  - Kínában trónra lép a hároméves Pu Ji, az utolsó kínai császár.
  - Rendkívüli állapotot hirdetnek Prágában a tartománygyűlésben az ősz folyamán kialakult cseh–német vita és kölcsönös obstrukciók nyomán elmérgesedett nemzetiségi viszályok és zavargások miatt.[6]
- december 10. – II. Abdul-Hamid szultán visszaállítja az eltörölt alkotmányt és feloszlatott parlamentet
- december 28. – Földrengés sújt le Messina városára. A katasztrófát csak tetézte a rengést követő cunami.[13]

### Határozatlan dátumú események
- az év folyamán –
  - Dániában bevezetik az általános választójogot.
  - Átadják a Monarchia első rendszeres autóbuszjáratát a csehországi Pardubice és Bohdaneč között. (A világháborúig 20 járatot rendszeresítenek 580 km-es összútvonalon.)[6]
  - Megalapítják a General Motors amerikai autógyárat.
  - Medgyaszay István tervei szerint elkészült Európa első vasbeton színháza, a Veszprémi Nemzeti Színház.[14]
  - A lengyel Józef Piłsudski vezetésével – Lengyelország orosz területre eső részén – megalakul az Aktív Harci Szövetség (ZWC). (Célja az idegen uralom elleni fegyveres harc megszervezése és lengyel tisztiiskolások képzése. A szövetség vezetői közé tartozik még Kazimierz Sosnkowski, Marian Kukiei és Władislaw Sikorski.)[8]
  - Poznańban és Kelet-Poroszországban törvényt hoznak a lengyelek kezében lévő földek eltulajdonításáról.[8]
  - A Lengyel Királyság és Litvánia Szociáldemokráciája (SDKPiI) csatlakozik a Oroszországi Szociáldemokrata Munkáspárthoz (OSZDMP).[8]
  - Megalapítják a győri Kazinczy Ferenc Gimnáziumot

## Az év témái

### 1908 a festészetben
- Gustav Klimt: Danae, A csók.

### 1908 a filmművészetben
- Megalakul a Projectograph Filmlabor, az első nagy ipari filmlabor, melynek vezetője Wastl Ottó fényképészmester volt. (Ezt volt az első magyar nagyvállalat, amely a film és a mozi minden ágában érdekelt volt.)[15]
- A legnagyobb francia filmgyárak közé tartozó Eclair, önálló fiókot nyitott Magyarországon, Cinema Eclair néven. (A labor vezetője Colussi Béla volt. Egy kétszobás lakásban folytak a labormunkálatok, fő feladatuk a magyar filmfeliratok készítése volt.)[15]
- Thomas Alva Edison megalapítja a Motion Picture Patents Company-t,
- D. W. Griffith rendezni kezd az American Mutoscope and Biograph Company-nál New Yorkban. 1908 és 1913 között, Griffith közel 500 filmet rendezett itt
- Az In the Sultan's Power az első film, ami teljesen Los Angelesben készült. A filmet Francis Boggs rendezte.
- The Fairylogue and Radio-Plays – rendezte: Otis Turner
- In the Sultan's Power – rendezte: Francis Boggs
- Way Down East – rendezte: Sidney Olcott
- Guise herceg meggyilkolása – rendezte: André Calmettes

### 1908 az irodalomban
- január 1. – Elindul a Nyugat című folyóirat.[16] Főszerkesztő Ignotus.
- Megjelenik Karl Kautsky A kereszténység eredete című műve.
- Bemutatják Maurice Maeterlinck A kék madár című mesedrámáját.
- Nagyváradon megjelenik a Holnap antológiája.
- Bródy Sándor megírja a Tanítónőt.
- Csáth Géza: A varázsló kertje
- Ady Endre Illés szekere című verseskötetének kiadása

### 1908 a sportban
- február 3. Athénban megalakul a  Panathinaikosz labdarúgóklub.[17]
- április 27. – október 31. Londonban megrendezik a IV. olimpiai játékokat.[18]
- Az MTK nyeri az NB 1-et. Ez a klub második bajnoki címe.

### 1908 a zenében
- Rimszkij-Korszakov megírja az Aranykakast.
- Bartók Béla megírja a 14 bagatellt, illetve az I. hegedűversenyt.
- Igor Stravinsky – Tűzmadár.

## Születések
- január 8. – Wass Albert, erdélyi magyar író († 1998)
- január 9. – Simone de Beauvoir, feminista filozófus († 1986)
- január 15. – Teller Ede, magyar származású amerikai atomfizikus († 2003)
- február 16. – Ugray György magyar szobrász († 1971)
- február 23. – Sipos Anna, tizenegyszeres világbajnok asztaliteniszező († 1988)
- március 13. – Csalog József régész, etnográfus, múzeumigazgató († 1978)
- március 23. – Arhip Mihajlovics Ljulka, szovjet gépészmérnök, akadémikus († 1984)
- április 5. – Herbert von Karajan, osztrák karmester († 1989)
- április 5. – Bette Davis, kétszeres Oscar-díjas amerikai színésznő († 1989)
- április 22. – Aszlányi Károly, író († 1938)
- április 23. – Farkas György politikus, helytörténész, országgyűlési képviselő († 1991)
- április 24. – Józef Gosławski, lengyel szobrász- és éremművész († 1963)
- május 14. – Kürti Miklós, fizikus († 1998)
- május 15. – Marosán György, magyar politikus († 1992)
- május 20. – James Stewart, Oscar-díjas amerikai színész († 1997)
- május 23. – Major Ákos, magyar jogász, hadbíró († 1987)
- május 28. – Ian Fleming, angol író († 1964)
- május 30. – Hannes Olof Gösta Alfvén, Nobel-díjas svéd plazmafizikus († 1995)
- május 31. – Zólyomi Bálint botanikus, az MTA tagja († 1997)
- június 2. – Szentkuthy Miklós, Kossuth-díjas író († 1988)
- június 12. – Otto Skorzeny a Waffen-SS híres tisztje volt († 1975)
- július 14. – Glancz Sándor, négyszeres világbajnok asztaliteniszező († 1974)
- július 20. – Ballya Hugó, Európa-bajnok evezős, edző († 1995)
- július 21. – Bródy György, kétszeres olimpiai bajnok vízilabdázó († 1967)
- július 26. – Salvador Allende, chilei politikus († 1973)
- július 27. – Schaár Erzsébet, Munkácsy Mihály-díjas szobrász († 1975)
- augusztus 2. – Kardos Tibor irodalomtörténész, filológus, az MTA tagja, a magyarországi reneszánsz humanizmus kutatója († 1973)
- augusztus 6. – Vajda Lajos, festőművész († 1941)
- augusztus 15. – Sárkány Miklós, kétszeres olimpiai bajnok vízilabdázó († 1998)
- augusztus 20. – Jánossy Andor agrármérnök, agrobotanikus, az MTA tagja († 1975)
- augusztus 21. – Feleki Kamill, színész († 1993)
- augusztus 22. – Henri Cartier-Bresson, francia fotográfus († 2004)
- augusztus 27. – Lyndon B. Johnson, az USA 36. elnöke († 1973)
- augusztus 27. – Don Bradman, ausztrál krikettjátékos († 2001)
- szeptember 2. – Kovách Gyula ügyvéd, nyilas politikus († ?)
- szeptember 5. – Iglói Mihály, atléta, edző († 1998)
- szeptember 15. – Miško Kranjec, szlovén író, a Trianon előtti Magyarország született és nevelkedett († 1983)
- szeptember 19. – Mika Waltari, finn filozófus, író († 1979)
- szeptember 20. – Házi Árpád, szabómunkás, politikus († 1970)
- szeptember 26. – Lakó György, nyelvész, finnugrista († 1996)
- szeptember 30. – David Ojsztrah, orosz hegedűművész († 1974)
- október 6. – Boldogfai Farkas Endre magyar katonatiszt († 1994)
- november 4. – Józef Rotblat, lengyel származású Nobel-békedíjas brit fizikus († 2005)
- november 5. – Sulyok Mária, színésznő († 1987)
- november 16. – Bácsalmási Péter magyar olimpikon, atléta, kosárlabdázó († 1981)
- november 20. – Kerényi Jenő, Kossuth- és Munkácsy Mihály-díjas magyar szobrászművész († 1975)
- december 10. – Olivier Messiaen, francia zeneszerző († 1992)
- december 14. – Szepes Mária, színész, forgatókönyvíró, író, költő († 2007)
- december 17. – Sólyom László altábornagy († 1950)
- december 20. – dr Szörényi Andor római katolikus pap, biblikus doktor(† 1967)
- december 31. – Simon Wiesenthal, osztrák holokauszttúlélő, nácivadász († 2005)

## Halálozások
- április 2. – Wein János, bányamérnök, a budapesti vízvezeték-hálózat egyik tervezője és megalkotója (* 1829)
- április 26. – Karl August Möbius német zoológus, ökológus (* 1825)
- május 3. – Türr István katonatiszt, magyar szabadsághős (* 1825)
- május 5. – Duka Tivadar orvos, India-kutató, Kőrösi Csoma Sándor hagyatékának feldolgozója (* 1825)
- május 14. – Gracza György újságíró, író, történetíró (* 1856)
- június 21. – Nyikolaj Andrejevics Rimszkij-Korszakov orosz zeneszerző (* 1844)
- július 5. – Than Károly, kémikus, a budapesti tudományegyetem egykori kémiatanára, a magyar vegyészet és tudomány meghatározó alakja (* 1834)
- szeptember 10. – Falk Miksa magyar író, politikus, országgyűlési képviselő, az MTA tagja (* 1828)
- szeptember 20. – Pablo de Sarasate, spanyol hegedűművész és zeneszerző (* 1844)
- december 12. – Széchenyi Béla koronaőr, utazó (* 1837)
- december 15. – Ðorđe Stratimirović, az 1848–49-es szabadságharcban a szerb felkelők főparancsnoka (* 1822)
- december 31. – Kollár Péter, magyarországi szlovén író (* 1855)

## Nobel-díjasok
- A Nobel-díjat a svéd Alfred Nobel alapította, 1901 óta adják át, melyet a Svéd Királyi Tudományos Akadémia ítél oda a tudomány, az irodalom és humanitárius területen kimagasló eredményt elért magánszemélyeknek, illetve intézményeknek.

| Fizikai            | Gabriel Lippmann, francia fizikus                                    |
| Kémiai             | Ernest Rutherford új zélandi származású, angol fizikus               |
| Orvosi-fiziológiai | Ilja Mecsnyikov orosz botanikus és Paul Ehrlich német orvos          |
| Irodalmi           | Rudolf Christoph Eucken, német író                                   |
| Béke               | Klas Pontus Arnoldson svéd teológus és Fredrik Bajer dán katonatiszt |